# カイロ・ダカール・ハイウェイ
カイロ・ダカール・ハイウェイ（英: Cairo–Dakar Highway、アラビア語: طريق القاهرة دكار السريع）は北アフリカの地中海沿いを東西に結ぶ道路である。モロッコからセネガルは大西洋沿岸を通る。トランス・アフリカ・ハイウェイの1号線にあたる。

## 経路

### 長さなど
カイロ・ダカール・ハイウェイは全長8,636kmである。1994年以降アルジェリアとモロッコの国境は閉鎖されている（2023年5月現在）。

### エジプト
- カイロ ～ アレクサンドリア
- アレクサンドリア ～ マルサ・マトルーフ ～ リビア国境

### リビア
- エジプト国境 ～ トブルク ～ ベンガジ ～ スルト ～ ミスラタ ～ ムサラータ ～ トリポリ
- トリポリ ～ Abu Kammash（Abu Camaxe） ～ チュニジア国境

### チュニジア
- リビア国境 ～ ベンカルダン ～ スファックス ～ スース ～ チュニス
- チュニス ～ ビゼルト ～ アルジェリア国境

### アルジェリア
- チュニジア国境 ～ アンナバ ～ コンスタンティーヌ ～ エル・ウルマ（El Eulma） ～ セティフ ～ ボルジ・ブ・アレリジ ～ ブイラ ～ アルジェ
- アルジェ ～ ブリダ ～ シュレフ ～ シディ・ベル・アッベス ～ トレムセン ～ マグニア（英語版） ～ モロッコ国境

### モロッコ
- アルジェリア国境 ～ El Aioun Sidi Mellouk ～ ターザ（Taza） ～ フェズ ～ メクネス ～ ラバト
- ラバト ～ カサブランカ ～ マラケシュ ～ ティーズニート（英語版） ～ ゲルミン ～

### 西サハラ
モロッコが実効支配している地域を通過
- ～ アイウン ～ モーリタニア国境

### モーリタニア
- 西サハラ国境 ～ ヌアディブ ～ ヌアクショット
- ヌアクショット ～ ロッソ ～ セネガル国境

### セネガル
- モーリタニア国境 ～ ロッソ ～ サン＝ルイ
- サン＝ルイ ～ ティエス ～ ダカール

## 他の道路との接続
- エジプトのカイロでカイロ・ケープタウン・ハイウェイ（TAH 4）
- リビアのトリポリでトリポリ・ケープタウン・ハイウェイ（TAH 3）
- アルジェリアのアルジェでサハラ砂漠縦貫道路（TAH 2）
- セネガルのダカールでサヘル横断道路（TAH 5）
- セネガルのダカールで西アフリカ沿岸道路（TAH 7）